# سيمبليسيو مندس
سيمبليسيو مندس بلدية في ولاية بياوي في المنطقة الشمالية الشرقية من البرازيل.